# Joseph van Grave
Joseph Charles Ghislain van Grave (Brussel, 14 november 1789 - Leuven, 13 juli 1868) was een Belgisch edelman en ambtenaar.

## Levensloop
Joseph van Grave was een zoon van Maximiliaan van Grave en van Anne-Marie Delforge. Hij werd inspecteur van waters en bossen voor West-Vlaanderen.
In 1822 werd hij onder het Verenigd Koninkrijk der Nederlanden erkend in de erfelijke adel, met de titel baron, overdraagbaar bij eerstgeboorte. Hij lichtte echter de open brieven niet, zodat het besluit zonder uitvoering bleef. In 1841 werd hij opnieuw erkend, ditmaal in de erfelijke Belgische adel, met de titel baron, overdraagbaar bij eerstgeboorte. Ditmaal gaf hij het nodige gevolg. 
Hij trouwde in 1828 in Gent met Marie-Dieudonné Delforge (1806-1868) en ze kregen drie kinderen, onder hen:
- Louis van Grave (1829-1886), voorzitter van de rechtbank van eerste aanleg in Veurne. Hij trouwde in Mesen in 1861 met Céline Victoor (1839-1912). Ze hadden twee zoons, die ongehuwd bleven.
- Albert van Grave (1831-1912), inspecteur van de registratie. Hij trouwde met Clotilde Delvaux (1841-1912). Ze hadden drie dochters.

Met de dood van de laatste naamdraagster, Hélène van Grave (1863-1948), kloosterzuster, doofde deze familie uit.